# Baby-Boomer

Zeitleiste der Generationen im US-amerikanischen Sprachgebrauch

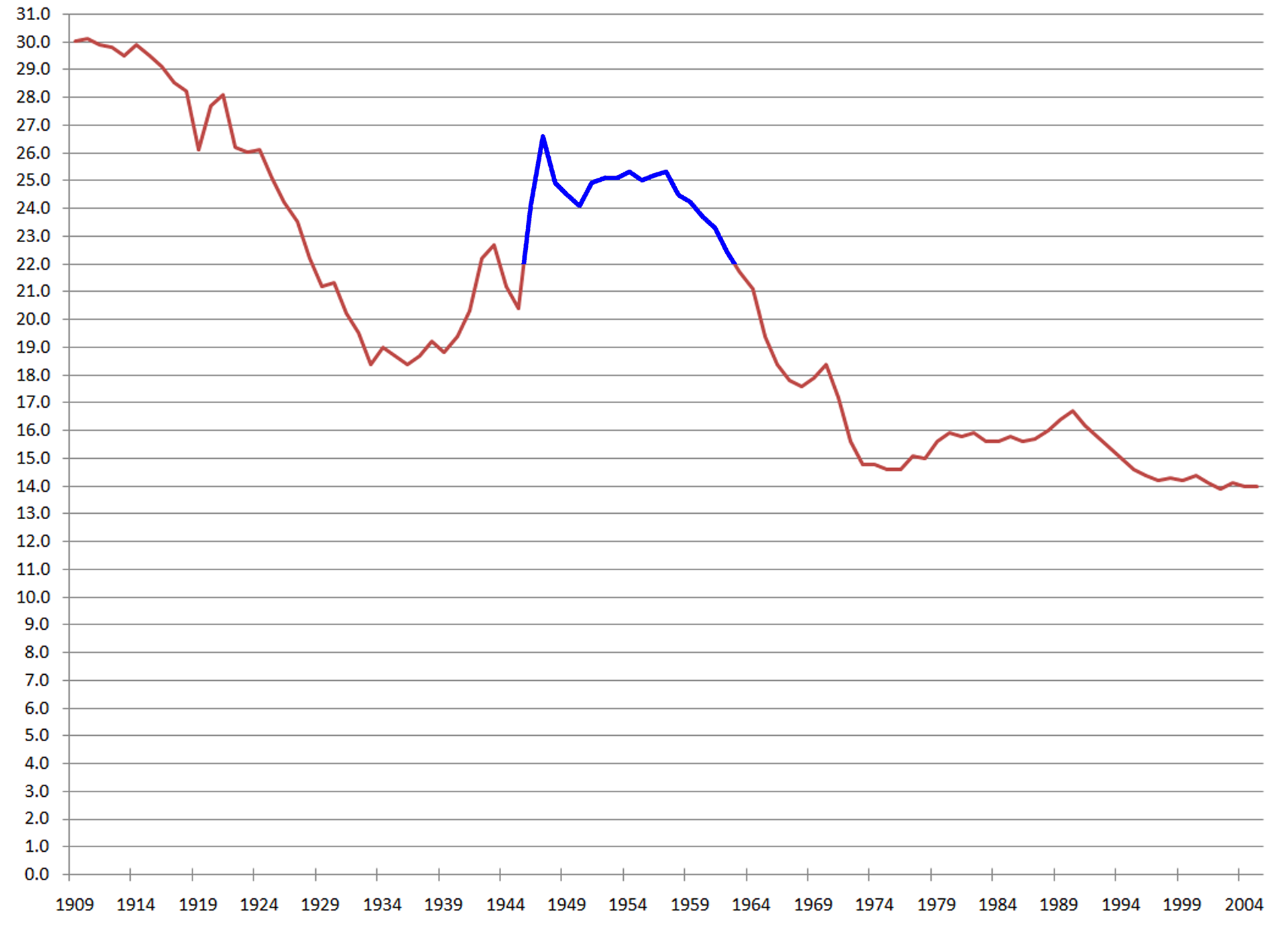
Geburtenrate in den USA (pro 1000 Einwohner), der blaue Bereich von 1946 bis 1964 ist der Nachkriegs-Baby-Boom

Als Babyboomer, Baby-Boomer oder Boomer bezeichnet man sowohl einzelne Menschen als auch die Generation (Boomgeneration), die zu den Zeiten steigender Geburtenraten (dem „Babyboom“) nach dem Zweiten Weltkrieg oder anderen Kriegen in den vom Krieg betroffenen Staaten geboren wurden. 
Der Babyboom trat sowohl in den Gewinnerstaaten als auch in den Staaten, die den Zweiten Weltkrieg verloren hatten, sowie in neutralen Staaten auf, jedoch zu verschiedenen Zeiten. In den USA, Australien, Kanada und Neuseeland waren die Geburtenraten, auch die altersspezifischen, also auf bestimmte Altersgruppen bezogene, während der Weltwirtschaftskrise auf einen Tiefpunkt gesunken. Danach stieg die Fertilität bis in die 1960er Jahre. In einigen Ländern stiegen bereits während des Zweiten Weltkrieges die Geburtenraten, z. B. in der Schweiz, den Niederlanden, Frankreich, Belgien, Großbritannien, Dänemark, Finnland und Norwegen. In der Schweiz gelten die Jahrgänge 1946 bis 1964 als Babyboomer-Jahrgänge; die Geburtenraten waren aber ab Ende des Zweiten Weltkrieges zunächst wieder gesunken.
In Westdeutschland stieg die Geburtenrate auf Grund der Kriegsfolgen zunächst nur leicht, etwa wegen verspäteter Heimkehrer aus der Kriegsgefangenschaft. Erst Mitte der 1950er Jahre stiegen die Fertilitätsraten und erreichten 1964 einen Höhepunkt, bei Frauen bis zum Alter von 25 Jahren stiegen sie noch bis Ende des Jahrzehnts.
Nach Ende des Koreakrieges 1953 dauerte der Babyboom in Südkorea von 1955 bis 1963. In Japan erreichten die Geburtenraten Ende 1960er, Anfang 1970er Jahre ihre Höchststände.
Der Babyboom war die einzige Phase seit Ende des 19. Jahrhunderts, in der die Fertilitätsrate wieder stieg. Ihr anschließendes Sinken wird als Pillenknick bezeichnet.
Obwohl die geburtenstarke Generation einen zahlenmächtigen demografischen Faktor darstellt, existieren über ihr Lebensgefühl und ihren Sozialisationstyp keine Untersuchungen mit eindeutigen Ergebnissen. Demgegenüber finden sich in den Medien und in der Wirtschaft viele Aussagen, die sich auf Vermutungen, Spekulationen und Deutungen stützen.

## Deutschland

Demografie Deutschlands: Geburten (grün) und Todesfälle (blau)

In Deutschland werden die im Zeitraum von 1955 bis 1969 Geborenen von Statistikern als geburtenstarke Jahrgänge bezeichnet (meist bezogen auf Westdeutschland). Es gab zwar bereits in den Jahren 1947–1950 einen leichten Anstieg der Geburtenrate. Zwischen 1950 und 1955 hingegen stagnierte die Geburtenrate wieder. 1962 bis 1967 waren die geburtenstärksten Jahrgänge in der damaligen Bundesrepublik Deutschland mit jeweils über einer Million Geburten.
In der (damaligen) Bundesrepublik Deutschland war der Jahrgang 1964 der geburtenstärkste (1.065.437 Geburten), 1965 gab es noch 1.044.328, 1966 dann wieder 1.050.345, fast so viele wie 1963 (1.054.123). 1967 waren es noch 1.019.459, etwas mehr als 1962 (1.018.552), 1968 schon unter eine Million, damit setzte in diesem Jahr in der Bundesrepublik der sogenannte Pillenknick ein. In der DDR verlief die Entwicklung der Geburtenraten ähnlich. 
Die seit 1990 rückblickend gesamtdeutsch berechneten Geburtenzahlen erreichten im Jahr 1964 ihren Höhepunkt mit über 1,3 Millionen Lebendgeborenen. Die Geburtenrate ging danach zurück und sank schließlich 1970 unter das Niveau von 1955. Ab 1972 lag die Geburtenrate unter der Sterberate. Langfristig setzt sich die abfallende Entwicklung der Geburtenzahlen bis heute fort. 2002 war die Zahl der Geburten nur noch halb so hoch wie 1964.
1969 stellte das Statistische Bundesamt dazu fest:
"Ein neuer Geburtenanstieg setzte jedoch schon sehr bald wieder um das Jahr 1954 ein. Er dauerte bis zu den Jahren 1963 und 1964, in denen die Zahl der Lebendgeborenen auf über 1,05 Mill. und die Geburtenziffer auf 18,3 auf 1 000 anstieg. Hierfür waren vor allem zwei Ursachen maßgebend: Die starke Zunahme der Zahl der jüngeren Ehen, verbunden mit einer beträchtlichen Senkung des Heiratsalters und eine wachsende Bereitschaft zum Kinde. Die Zunahme der Zahl der Ehen beruhte darauf, daß um 1960 die starken Geburtsjahrgänge aus den letzten Vorkriegsjahren und ersten Kriegsjahren zur Eheschließung kamen. Die wachsende Bereitschaft zum Kinde drückte sich in einer Verminderung der kinderlosen Ehen und in einer bedeutenden Zunahme der Zahl der Ehen mit zwei bis vier Kindern aus."
Die Geburtenziffer in der DDR lag meist über der bundesdeutschen Rate. Nur zwischen Mitte der 50er und Mitte der 70er stimmten Höhe und Verlauf etwa überein. Danach erhöhte sich die Geburtenziffer bis 1980 zunächst stark, um dann langsam und in den neuen Bundesländern ab 1990 drastisch abzufallen.
Nach Bernhard von Becker begann der Babyboom in Deutschland Mitte der 1950er Jahre und endete Mitte der 1960er Jahre, wobei er auch das Ende des Nachkriegs-Wirtschaftsbooms 1966 als Einschnitt einbezieht. Konstantin Sakkas spricht von den „zwischen Ende der 50er- und Anfang der 70er-Jahre“ Geborenen. Der Jugendforscher Simon Schnetzer definiert die Jahrgänge 1955–1964 als Baby-Boomer und die folgenden Jahrgänge 1965–1979 als Generation X. Christoph Quarch sieht die Jahrgänge 1960–1975 als Babyboomer und „Kinder der 80er“. Damit meint er den Zeitabschnitt, den diese Jahrgänge nach seiner Einschätzung maßgeblich geprägt haben.

## USA
In den Vereinigten Staaten werden zwischen 1946 und 1964 geborene Personen als Baby Boomer bezeichnet. Die Alterskohorte mit Geburten von 1954 bis 1965 wurde von einem amerikanischen Kulturkritiker und Marketing-Fachmann in Bezug auf den typischen Habitus als Generation Jones bezeichnet.

## Psychologie und Soziologie
Aus sozialpsychologischer Perspektive wird angenommen, dass wegen der großen Zahl Gleichaltriger im Verhältnis zu anderen Altersgruppen eine Urerfahrung der Masse stattgefunden hat, die nicht ohne Folgen für die Persönlichkeitsentwicklung geblieben ist. Begriffe wie Rudel, Kohorte, Mini-Youth Bulge oder Bevölkerungsschwemme sind mit dem Zahlenphänomen dieser Generation verbunden. Bernhard von Becker charakterisiert die generationenbedingte psychische Lage der Baby-Boomer so:

„Wir können nicht anders als ständig das Lager zu wechseln, und je nach Manöverlage flexibel Positionen zu beziehen. Wir sind ja als erste Nachkriegsgeneration in einem weitgehend antiautoritären Umfeld groß geworden. Wir sind auch die erste Generation, auf die das Internet mit seinen Zentrifugalkräften schon deutlich abgefärbt hat. Wir organisieren uns dezentral und individuell […] Unsere Lebensläufe sind voller Brüche.“

Die Baby-Boomer stellten in den 1980er Jahren als Schüler und Studenten die Masse der Friedensbewegung und der Umweltbewegung, haben in dieser Zeit also ein starkes politisch-gesellschaftliches Engagement an den Tag gelegt.
Manche Soziologen sehen die Baby-Boomer als eine eher glückliche Generation: Zwar gab es 1973/1974 den Ölpreisschock, und autofreie Sonntage gaben eine leicht depressive Ahnung davon, „dass es nicht immer so weitergeht“. Im Fernsehen wurde 1979 der Holocaust erstmals massenwirksam aufgearbeitet, so beispielsweise in Holocaust – Die Geschichte der Familie Weiss. Es gab eine No-Future- und Punk-Bewegung. Doch wahre Niederlagen musste diese Generation nach Ansicht jener Soziologen noch nicht hinnehmen, eher standen sie auf der Seite von Siegern wirtschaftlicher oder politischer Ereignisse ihrer Zeit. Auf der anderen Seite steht der sozialpsychologische Komplex, der unter dem Begriff Kriegsenkel diskutiert wird. Die Eltern der meisten Baby-Boomer waren Kriegskinder.
Anders als viele bruchlose Biografien handwerklicher und gewerblich tätiger Boomer verweist Christoph Quarch darauf, dass viele studierte Baby-Boomer große Schwierigkeiten beim Einstieg in ihr Berufsleben hatten. Grund war unter anderem eine Wirtschaftskrise Mitte der 1980er in Deutschland. Der öffentliche Dienst bot gleichfalls schlechte Perspektiven, weil vor allem im Schul- und Hochschulwesen die in den 1970er Jahren neu geschaffenen Stellen auf lange Zeit hinaus besetzt waren, vor allem von Mitgliedern der vorhergehenden 68er-Generation. Baby-Boomer rückten oft erst in den 2000er Jahren nach dem „Millenniumscrash“ oder erst noch später in leitende und gutverdienende Berufe ein. Deshalb sind auch schon viele dieser Baby-Boomer und nicht erst die folgende Generation X von gebrochenen Lebensläufen geprägt. Heinz Bude macht die große Zahl der Babyboomer als Einflussfaktor aus: „Dass der Programmbegriff der Leistungsgesellschaft eine Schimäre darstellte, wurde der Generation der Vielen schon auf der Schule klar. Sie waren einfach zu viele, und deshalb blieben viele, die viel leisten wollten, trotzdem auf der Strecke.“

## Wirtschaft und Politik
Die Zahlenmächtigkeit der Baby-Boomer hat sie auch im Rahmen politischer Bemühungen um die Bewältigung des demografischen Wandels zu einem wichtigen Faktor gemacht. Anfang der 2010er Jahre wurden die Baby-Boomer in Deutschland vielfach als „Verursacher eines bedrohlichen Szenarios“ und „Vorreiter einer vergreisenden Gesellschaft“ gesehen (Bernhard von Becker). Diese Generation ist teilweise selbst von den Folgen der wirtschaftlichen und sozialen Herausforderungen betroffen. Die im Frühjahr 2007 erfolgte Anhebung des Renteneintrittsalters in der gesetzlichen Rentenversicherung auf 67 Jahre trifft vor allem die jüngeren Jahrgänge der Baby-Boomer (ab 1964) und die folgenden Jahrgänge.
Die Jahrgänge 1945–1969 stellten in Deutschland 58 % der Mitglieder des 19. Deutschen Bundestages. In dieser Altersgruppierung sind allerdings die Baby-Boomer mit älteren Jahrgängen zusammengefasst, die sozialpsychologisch eher den sogenannten Kriegskindern und den 68ern zuzuordnen sind.

## „Boomer“ in der Netzkultur
Babyboomer werden in der Netzkultur auch als „Boomer“ bezeichnet. Boomern werden konservative Ansichten und wenig Offenheit vorgeworfen. Im Jahr 2019 entwickelte sich die Phrase „OK Boomer“ zu einem Internet-Meme, die sich als Gegenbewegung der Klischees über die Generation Y und Generation Z versteht. Als Schimpfwort wurde der Begriff „Boomer“ 2019 von der neuseeländischen Politikerin Chlöe Swarbrick etabliert, als sie in ihrer Rede von einem Abgeordneten mehrfach unterbrochen wurde und mit der Phrase „OK Boomer“ konterte. Das habe den „Beginn des Boomer-Bashings“ markiert, wie Markus Lanz im Gespräch mit Richard David Precht im September 2023 konstatierte.